# Kunihiro Shibazaki
Kunihiro Shibazaki (柴崎 邦博 Shibazaki Kunihiro?, nacido el 1 de abril de 1985 en Tokio) es un exfutbolista japonés. Jugaba de guardameta y su último club fue el Tochigi SC de Japón.

## Trayectoria

### Clubes
| Club         | País  | Año         |
| ------------ | ----- | ----------- |
| Omiya Ardija | Japón | 2007        |
| Tochigi SC   | Japón | 2008 - 2014 |

## Estadística de carrera

### J. League
| Club         | Año   | J. League | J. League | Copa J. League | Copa J. League | Total | Total |
| Club         | Año   | Part.     | Goles     | Part.          | Goles          | Part. | Goles |
| ------------ | ----- | --------- | --------- | -------------- | -------------- | ----- | ----- |
| Omiya Ardija | 2007  | 0         | 0         | 0              | 0              | 0     | 0     |
| Tochigi SC   | 2009  | 17        | 0         | -              | -              | 17    | 0     |
| Tochigi SC   | 2010  | 19        | 0         | -              | -              | 19    | 0     |
| Tochigi SC   | 2011  | 7         | 0         | -              | -              | 7     | 0     |
| Tochigi SC   | 2012  | 5         | 0         | -              | -              | 5     | 0     |
| Tochigi SC   | 2013  | 4         | 0         | -              | -              | 4     | 0     |
| Tochigi SC   | 2014  | 3         | 0         | -              | -              | 3     | 0     |
| Total        | Total | 55        | 0         | 0              | 0              | 55    | 0     |